# Sinotruk
Sinotruk (eigentlich: China National Heavy Duty Truck Group, kurz: CNHTC) ist der führende Produzent für schwere Lkw in China mit einem Marktanteil von rund 20 Prozent. Der chinesische Konzern verkaufte im Jahr 2008 mehr als 100.000 Lastwagen. Damit erzielte Sinotruk einen Umsatz von umgerechnet 2,5 Milliarden Euro und ein Ergebnis von 122 Millionen Euro.
Der Unternehmenssitz befindet sich in Jinan.

## Geschichte
Das Unternehmen entstand 1956 aus dem bereits 1935 gegründeten Jinan General Auto Works Plant, welches bis dahin Autoteile produziert hatte. Im Jahr 1960 wurde dann unter der Marke Huanghe („Gelber Fluss“) der erste schwere LKW Chinas, der 8-Tonner Huanghe JN150, nach Vorbild des Škoda 706 RT produziert.
Ab 1983 wurde in Jinan der Steyr 91 gefertigt. Sinotruk war damit der erste chinesische Hersteller, der die Technologie zur Produktion schwerer Nutzfahrzeuge aus dem Ausland einführte.
Durch mehrere Umstrukturierungen entstand 2001 die neue Gesellschaft China Heavy Duty Truck Group Co., Ltd. 2003 wurde ein Joint Venture mit Volvo eingegangen, woraus 2004 die Marke HOWO hervorging.
2009 erwarb der deutsche MAN-Konzern für 560 Millionen Euro 25 Prozent plus eine Aktie der Stimmrechte an Sinotruk. MAN war 2009 weltweit der drittgrößte Hersteller von schweren LKW. Auf der Auto Shanghai 2011 stellte man die neue, gemeinsame Marke Sitrak vor.

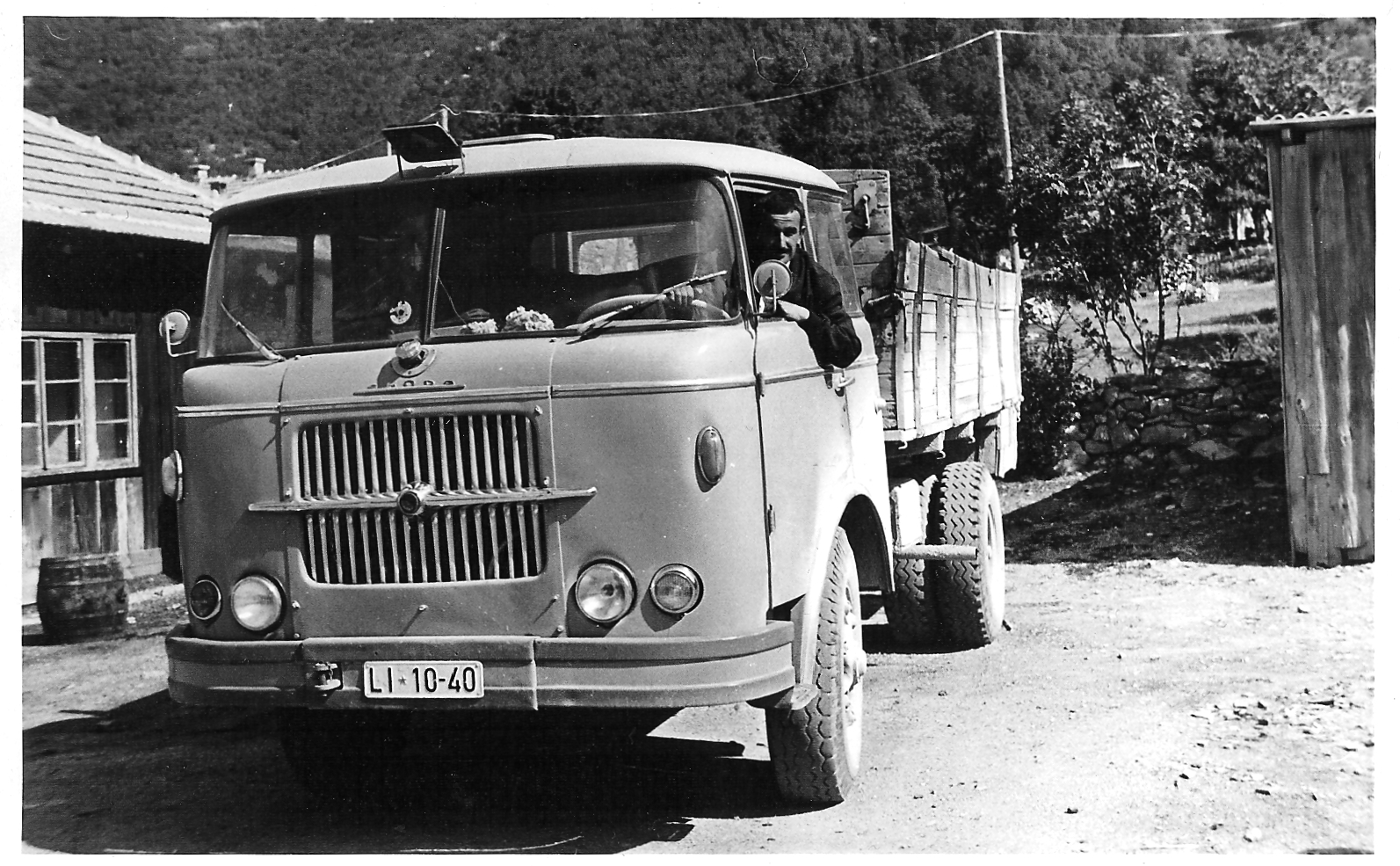
Škoda 706 RT (Vorbild des Huanghe JN150)
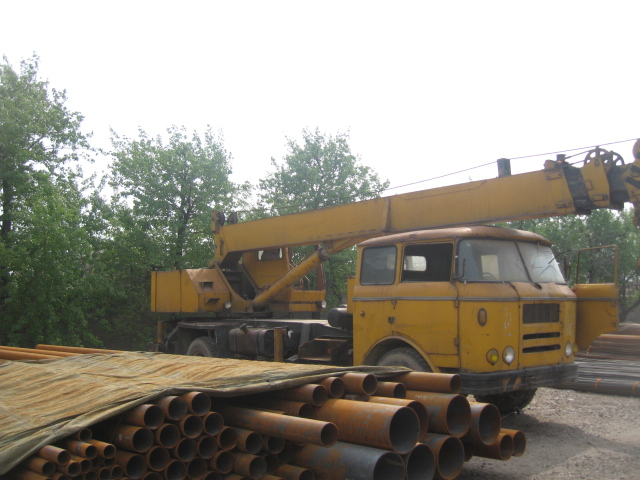
Huanghe JN150
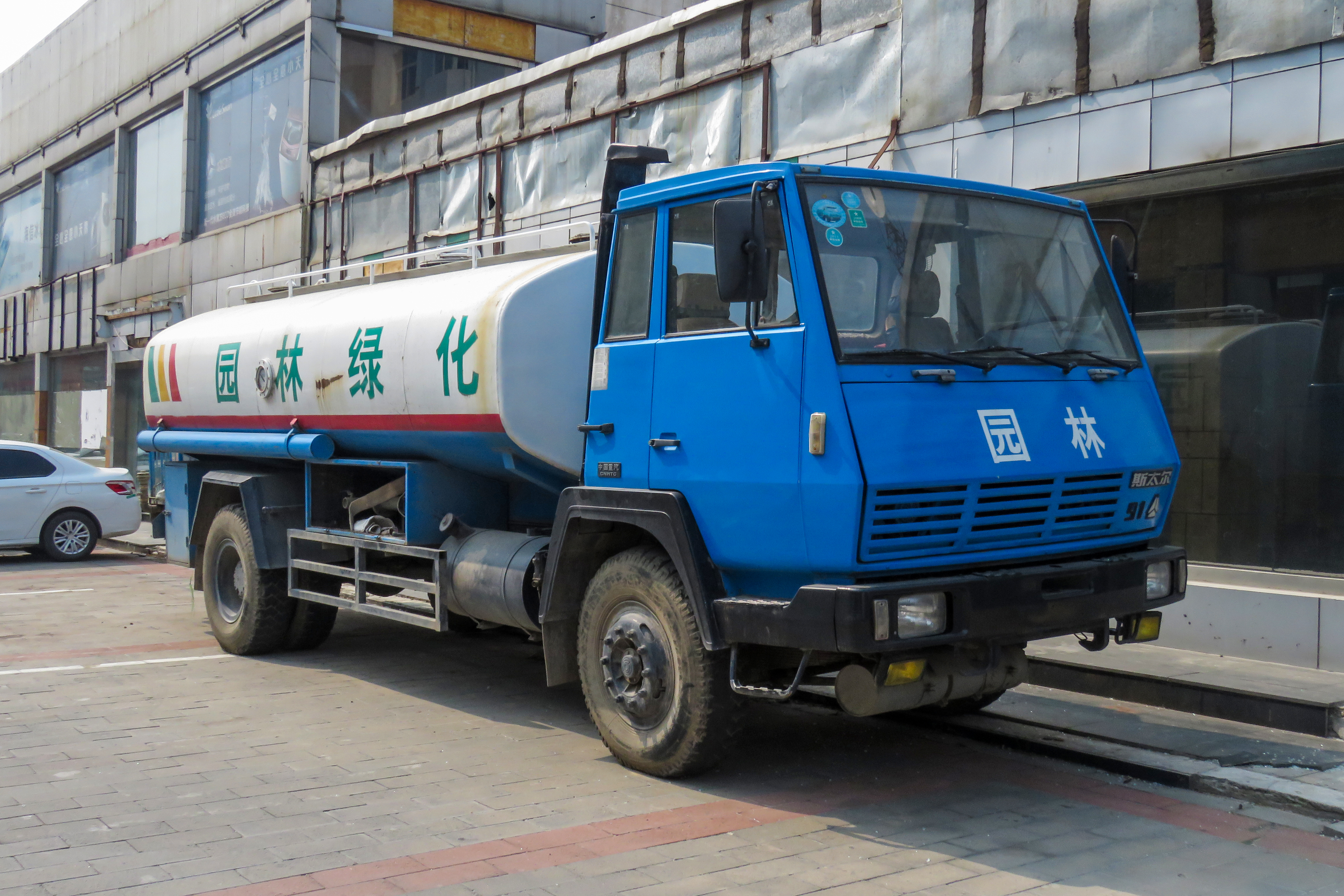
Sinotruk (Steyr) 91
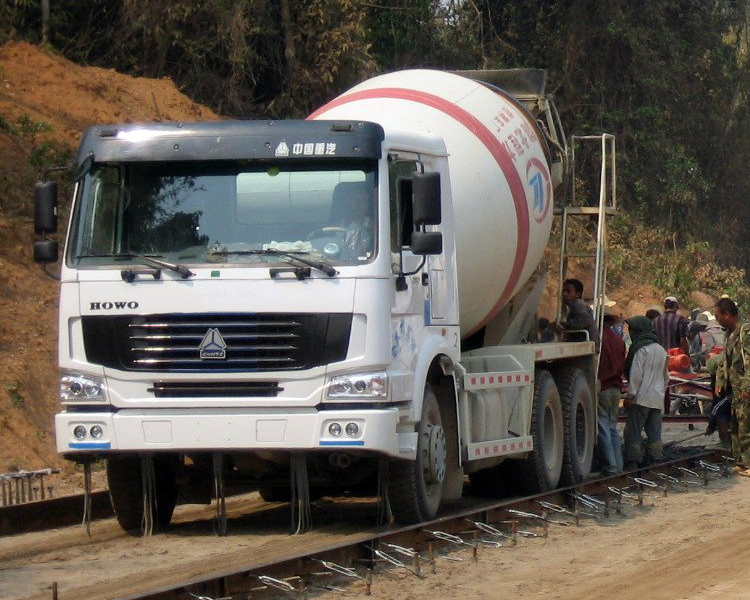
HOWO
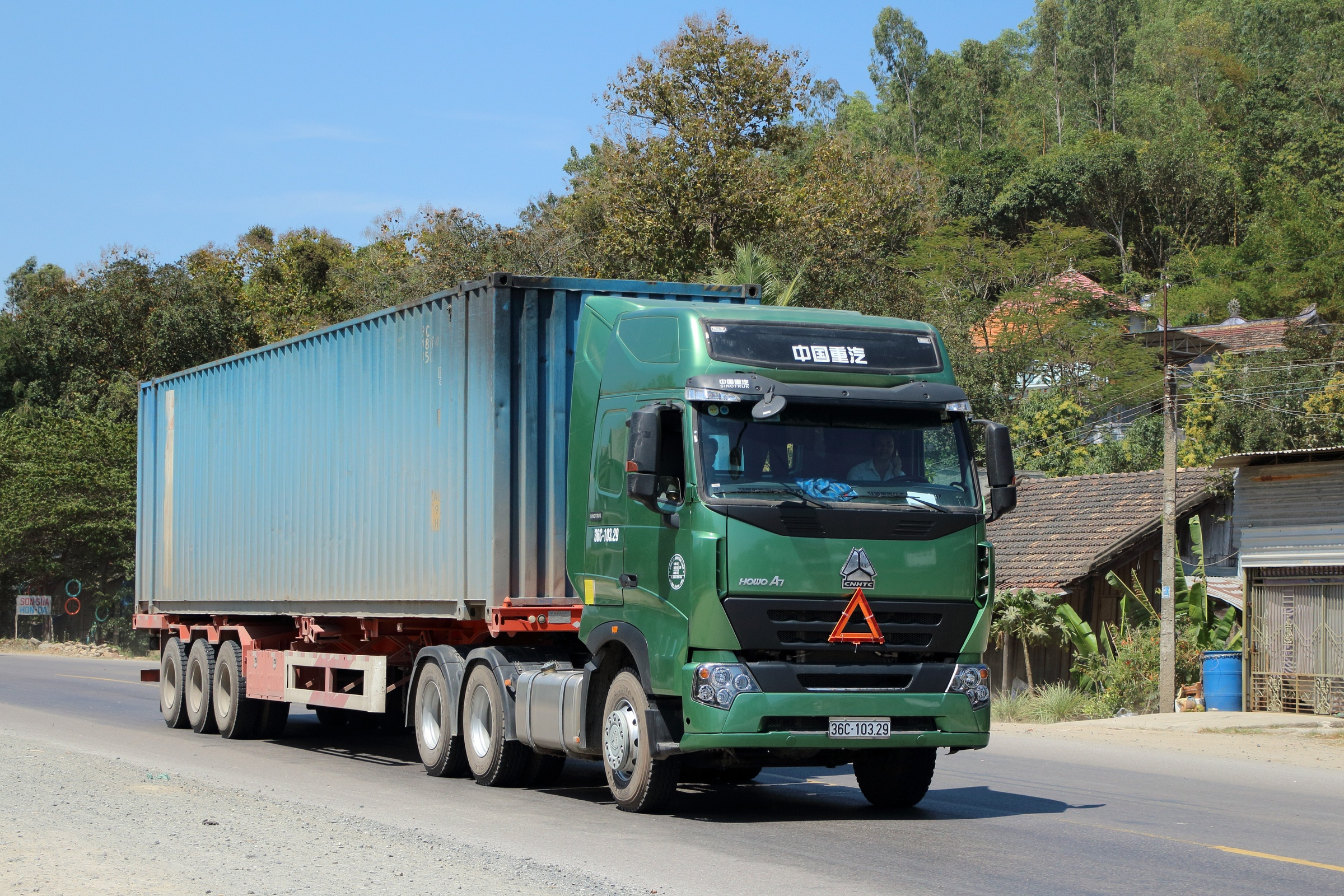
HOWO A7
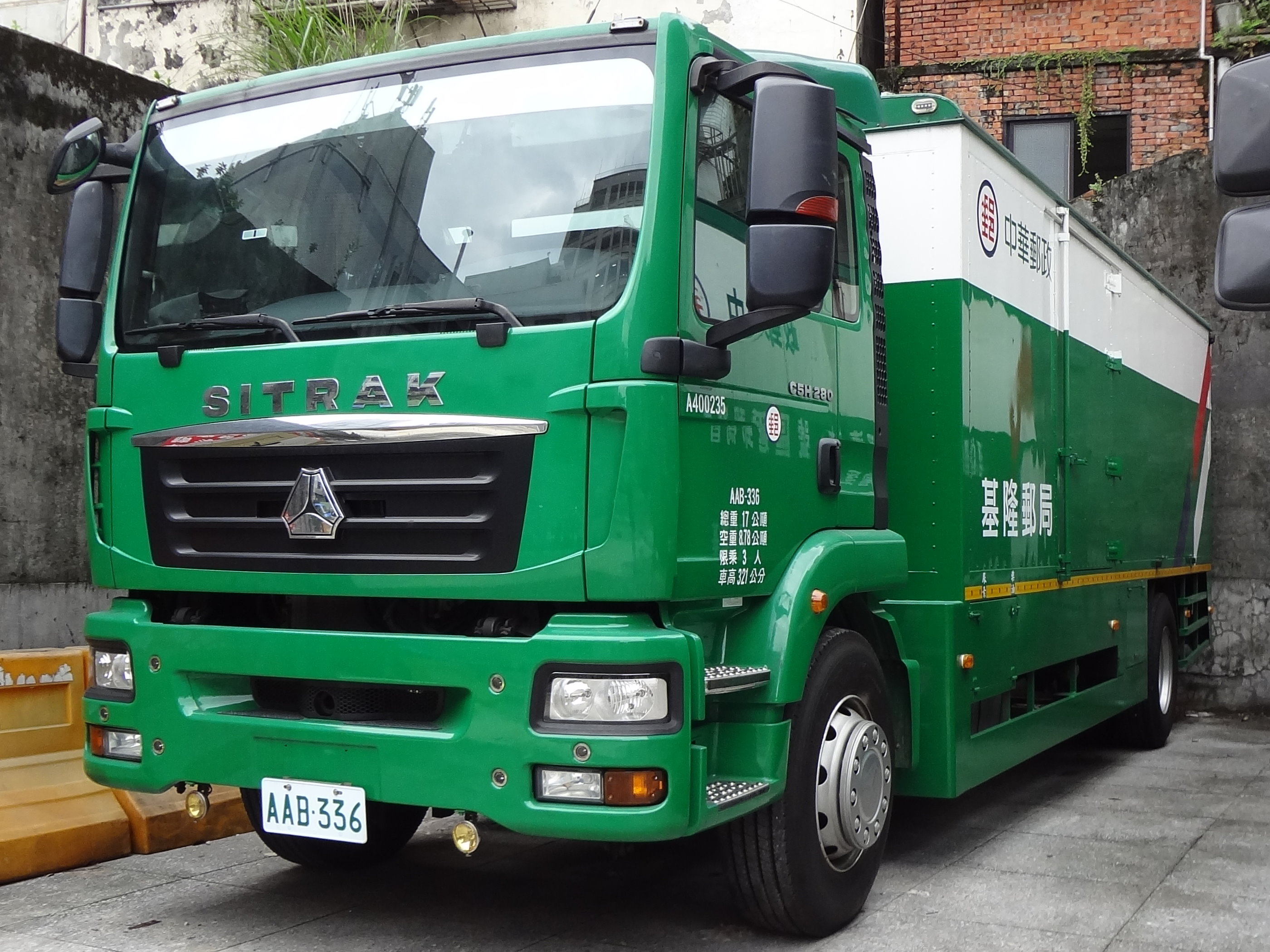
Sitrak C5H 280
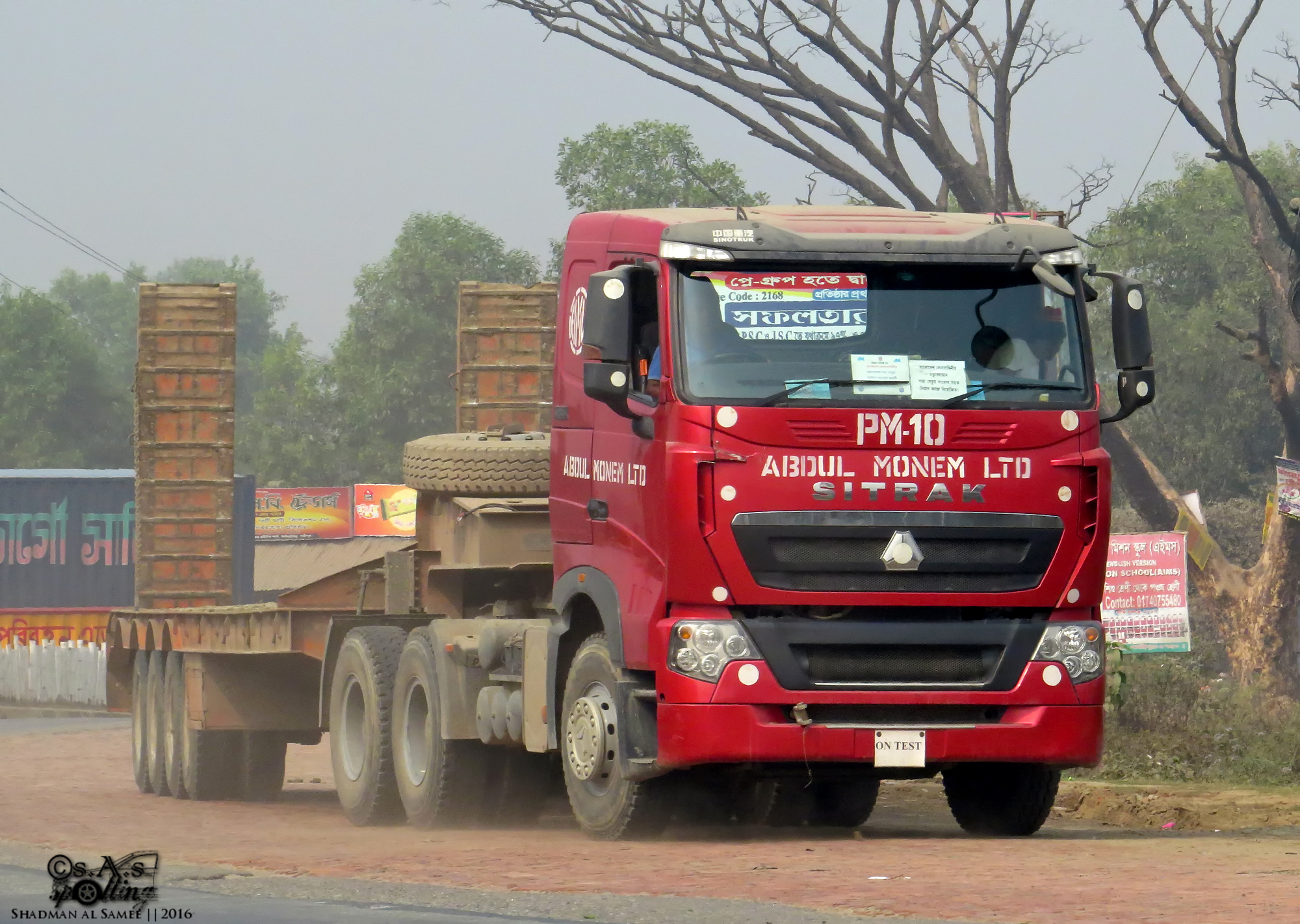
Sitrak T7H
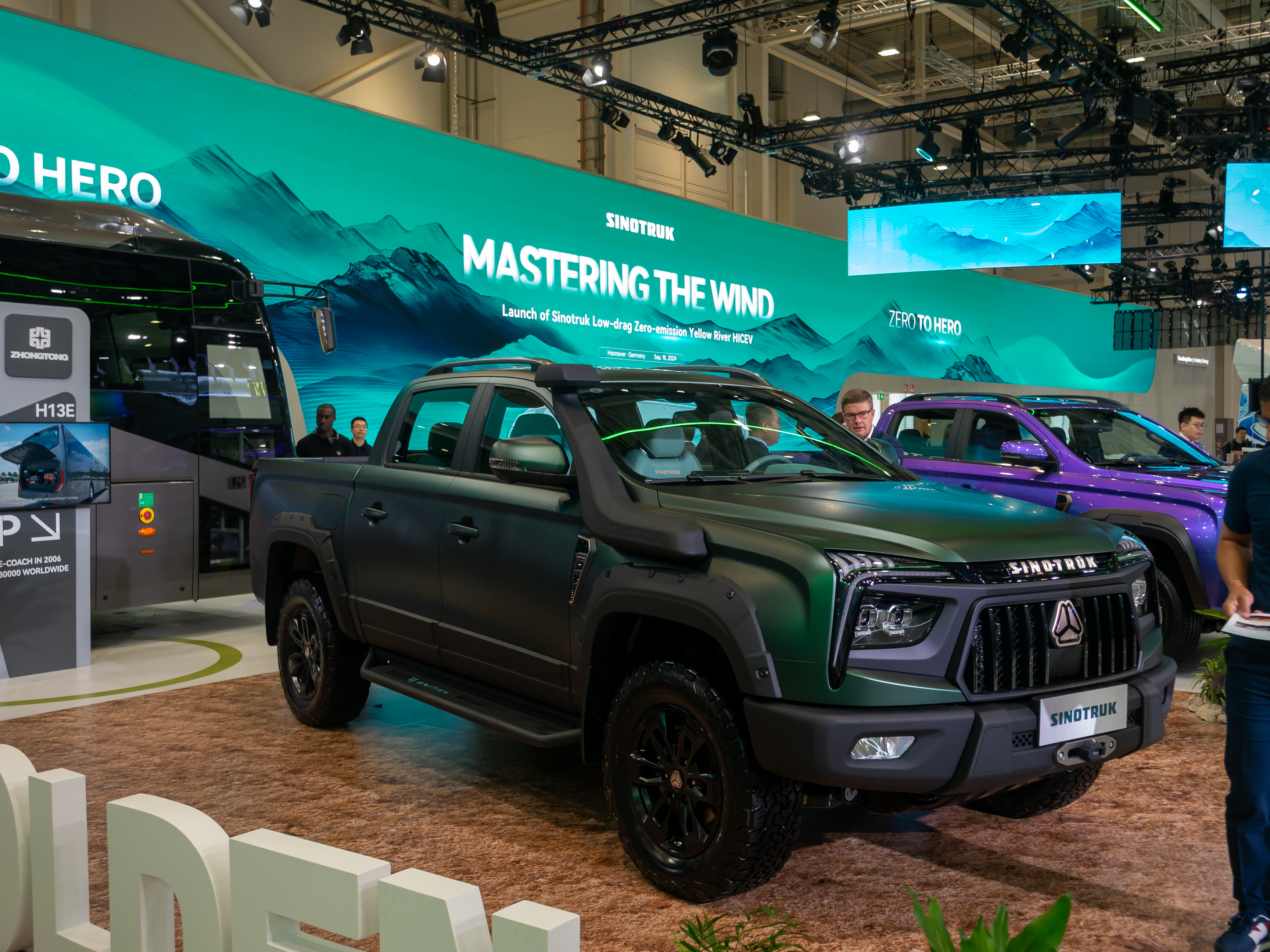
Sinotruk Bolden